# Ilaba
Ilaba (Ilaba) – mezopotamski bóg-opiekun dynastii wywodzącej się od Sargona Wielkiego a także opiekun Akadu. Kaplica Ilaba znajdowała się w mieście Babilon. Po upadku imperium akadyjskiego, rzadko pojawia się w tekstach klinowych.